# ديتر رينز
ديتر رينز (بالألمانية: Dieter Renz)‏ (3 مارس 1943 – 16 أغسطس 1969) هو ملاكم ألماني راحل، مثّل بلاده في الألعاب الأولمبية الصيفية 1968.

## روابط خارجية
ديتر رينز على موقع أوليمبيديا (الإنجليزية)